# Fiesta (canción)
«Fiesta» es un tema de la banda britano-irlandesa The Pogues, perteneciente a su álbum de 1988 If I Should Fall from Grace with God. Escrita por Jem Finer y Shane MacGowan, basado en una melodía que oyeron en la Feria de Almería. El video fue dirigido por el popular comediante y actor británico Adrian Edmondson. "Fiesta" fue la última canción del grupo que alcanzó el Top 30 de las listas del Reino Unido, fue cuando MacGowan aún estaba en la banda. La letra, parcialmente en español macarrónico, habla de la ciudad de Almería, así como del abandono de la bajista Cait O'Riordan y su consiguiente unión a Elvis Costello. También menciona a "Jaime" Fearnley, acordeonista del grupo.
Fue usada en los años noventa en el show de Patrick Sébastien Sébastien c'est fou en el canal de televisión francesa TF1.
Existe una versión de la banda Despe e Siga llamado "Festa".
El origen de la melodía está en el reclamo de un puesto ambulante de Hamburguesas Uranga que Finer escuchó en la feria de Almería